# Jarosław Trojan
Jarosław Trojan (ur. 20 sierpnia 1993 w Krakowie) – polski koszykarz grający na pozycji środkowego.
Reprezentant Polski do lat 20 i uczestnik mistrzostw Europy dywizji B w tej kategorii wiekowej (2013).

## Życiorys

### Kariera klubowa

#### Początki kariery
Trojan jest wychowankiem klubu UKS Regis Wieliczka. W wieku juniorskim osiągał sukcesy w mistrzostwach Polski w różnych kategoriach wiekowych, m.in. zdobywając brązowy medal mistrzostw Polski do lat 20 w 2012 roku i złoty medal rok później, gdy został także wybrany do „pierwszej piątki” tych rozgrywek.

#### SMS PZKosz Władysławowo (2010–2012)
Na szczeblu centralnym rozgrywek ligowych zadebiutował w sezonie 2010/2011, gdy z drużyną SMS PZKosz Władysławowo występował w II lidze. Wystąpił wówczas w 22 meczach ligowych, spędzając na parkiecie przeciętnie blisko 10 minut, w czasie których zdobywał po 1,9 punktu i 2 zbiórki. W drużynie z Władysławowa pozostał także na kolejne rozgrywki (2011/2012), ponownie występując w 22 spotkaniach II ligi, w czasie których, przy blisko dwukrotnie dłuższym czasie gry (prawie 19 minut na mecz), zdobywał średnio po 6,5 punktu, 4,5 zbiórki i 1 blok na mecz.

#### WKK Wrocław (2012–2014)
Przed sezonem 2012/2013 Trojan został zawodnikiem klubu WKK Wrocław, występującego wówczas w II lidze. W rozgrywkach ligowych wystąpił w 25 spotkaniach, grając po niespełna 13 minut na mecz. W tym czasie zdobywał przeciętnie po 6,2 punktu i 4,3 zbiórki. W WKK pozostał także na sezon 2013/2014, w którym klub grał w I lidze. Na tym szczeblu Trojan rozegrał 36 gier, w których, przy średnio niespełna 13 rozgrywanych na mecz minutach, notował przeciętnie po 4,1 punktu i 3,8 zbiórki.

#### Start Lublin (2014–2017)
We wrześniu 2014 roku został graczem Startu Lublin. W sezonie 2014/2015 z drużyną tą zadebiutował na najwyższym szczeblu rozgrywek ligowych. W sumie w PLK wystąpił w 29 spotkaniach, spędzając na parkiecie średnio po niespełna 15 minut na mecz. W tym okresie zdobywał przeciętnie po 5,9 punktu i 4,4 zbiórki. W lipcu 2015 roku podpisał ze Startem nową, dwuletnią umowę.

#### Rosa Radom (2017–2018)
31 lipca 2017 został zawodnikiem Rosy Radom.

#### MKS Dąbrowa Górnicza (od 2018)
27 lutego 2018 dołączył do MKS-u Dąbrowy Górniczej.

### Kariera reprezentacyjna
W 2012 roku został powołany na zgrupowanie reprezentacji Polski do lat 20, jednak ostatecznie nie zakwalifikował się do jej składu na mistrzostwa Europy. Rok później wziął udział w rozgrywkach dywizji B mistrzostw Europy w tej kategorii wiekowej, zdobywając przeciętnie po 3,4 punktu i 2,9 zbiórki na mecz.

## Statystyki
| Sezon     | Drużyna                           | M  | S5 | MPG  | FG%   | 3P%   | FT%   | RPG | APG | SPG | BPG | PPG |
| --------- | --------------------------------- | -- | -- | ---- | ----- | ----- | ----- | --- | --- | --- | --- | --- |
| 2010/2011 | SMS PZKosz Władysławowo (II liga) | 22 |    | 9,8  | 45,5% | 0,0%  | 84,6% | 2,0 | 0,4 | 0,0 | 0,4 | 1,9 |
| 2011/2012 | SMS PZKosz Władysławowo (II liga) | 21 |    | 18,6 | 46,8% | 0,0%  | 62,2% | 4,6 | 0,3 | 0,5 | 1,0 | 6,2 |
| 2012/2013 | WKK Wrocław (II liga)             | 25 |    | 12,6 | 56,1% | 0,0%  | 57,1% | 4,3 | 0,2 | 0,4 | 0,9 | 6,2 |
| 2013/2014 | WKK Wrocław (I liga)              | 36 |    | 12,6 | 48,9% | 0,0%  | 42,4% | 3,8 | 0,4 | 0,2 | 0,7 | 4,1 |
| 2014/2015 | Start Lublin (PLK)                | 29 | 4  | 14,6 | 54,8% | 38,5% | 47,2% | 4,4 | 0,3 | 0,2 | 0,9 | 5,9 |
| 2015/2016 | Start Lublin (PLK)                | 29 | 16 | 19,3 | 48,2% | 8,3%  | 65,2% | 4,9 | 0,8 | 0,7 | 1,1 | 7,5 |
| 2016/2017 | Start Lublin (PLK)                | 30 | 4  | 12,1 | 48,7% | –     | 57,8% | 3,2 | 0,4 | 0,5 | 0,6 | 3,4 |

## Życie prywatne
Ojciec Jarosława Trojana, Tomasz Trojan, również był koszykarzem – w swojej karierze rozegrał ponad 80 meczów w najwyższej klasie rozgrywkowej i reprezentował barwy krakowskich klubów (Hutnika, Wisły, Korony i Basketu), a także Resovii.